# VPRO

Das Logo der VPRO

VPRO ist eine öffentlich-rechtliche Rundfunkgesellschaft  in den Niederlanden und Bestandteil des Nederlandse Publieke Omroep (NPO). Sitz der Gesellschaft ist in Hilversum.

## Geschichte
VPRO wurde 1926 als religiöser Radiosender der freisinnigen (liberalen) Protestanten gegründet. Der Name VPRO war dabei ursprünglich die Abkürzung für Vrijzinnig Protestantse Radio Omroep (deutsch: „freisinnig-protestantischer Rundfunk“). Nach dem Sendezeitbeschluss (Zendtijdbesluit) vom 15. Mai 1930 bekam der VPRO sechs Stunden pro Woche eingeräumt, in denen er sein Programm über den Sender Hilversum ausstrahlen durfte, während die übrigen Programmplätze der sozialistischen Vereeniging van Arbeiders Radio Amateurs (VARA) und der liberalen (nicht konfessionellen) Algemene Vereniging Radio Omroep (AVRO) gehörten. Neben der AVRO, der VARA, der konservativ-calvinistischen NCRV und dem katholischen KRO war VPRO ab 1947 einer der fünf Mitgliedsverbände der Nederlandse Radio Unie (NRU). Im Jahr 1952 stieg VPRO – im Rahmen der Nederlandse Televisie Stichting (NTS) – auch in das Fernsehgeschäft ein.
Im Jahr 1968 ließ VPRO von dem hinter dem Akronym steckenden religiösen Bekenntnis los. Seither entwickelte sich VPRO zum innovativsten und alternativsten Sender im nationalen niederländischen Radio und Fernsehen. So war bereits 1967 mit Phil Bloom die erste nackte Frau im niederländischen Fernsehen in einer VPRO-Sendung zu sehen. Der Anspruch des Programms ist vergleichbar mit ARTE, oft jedoch unkonventioneller.
So wie alle öffentlich-rechtlichen Programme in den Niederlanden betreibt auch VPRO keinen eigenen Sendekanal, vielmehr teilt er sich mit anderen Programmen Sendezeit im Radio und im Fernsehen innerhalb des niederländischen öffentlich-rechtlichen Rundfunksystems, der Nederlandse Publieke Omroep (NPO), ähnlich wie auch in Deutschland die Programme von Das Erste bzw. der ARD von verschiedenen Landesrundfunkanstalten produziert werden. Anders als in Deutschland werden die Anstalten jedoch von mitgliederbasierten Vereinen getragen. Im Juli 2014 hatte VPRO 339.623 Mitglieder. Damit gehört er innerhalb des NPO zu den großen Mitgliedsverbänden mit A-Status.